# Přerov (Přerovi járás)
Přerov kiejtéseⓘ (németül Prerau) város a Csehországban, Morvaországban, az Olomouci kerületben. 2006. július 1-jétől törvényhatósági jogú város, addig járási székhely. 22 km-re délre fekszik Olomouctól a Felső-morva-dombságon, a Bečva folyó partján. Fontos közlekedési csomópont. Olomouccal együtt Přerov a legjelentősebb vasúti kereszteződés Morvaországban. A város területe 58,48 km², 48 000 lakosa van. Fontos ipari létesítmények vannak a városban. Přerovban székel a cseh légierő 23. helikopteres Edvard Beneš alakulata és a katonaság egyik kiképzőközpontja. A jövőben Přerovnak kellene lennie a Duna-Odera-Elba folyamok egyik fontos kikötőjének. Számos nagy ipari vállalatnak ad otthont (Precheza, Přerovské strojírny, Meopta, Kazeto).

## A város története
Az első írásos említése 1141-ből származik. 1256-ban királyi város rangjára emelték. 1841-től a vasút megépítésével egy időben erőteljes fejlődésnek indult.
A város történelmi magja a Felső tér (Horní náměstí) környékén található, ahol a 15. századból származó házak is találhatók. A központban van a Přerovi kastély is. Ezt az egykori vár helyén építették. A városban megmaradtak az egykori városfalak részei is. A kastélyban jelenleg a Komenský Múzeum kapott elhelyezést. A második világháború végén itt robbant ki a přerovi felkelés, amelyet erőszakkal elfojtottak.
1997. július 7-én a várost erőteljes árvíz öntötte el.

### A přerovi mészárlás

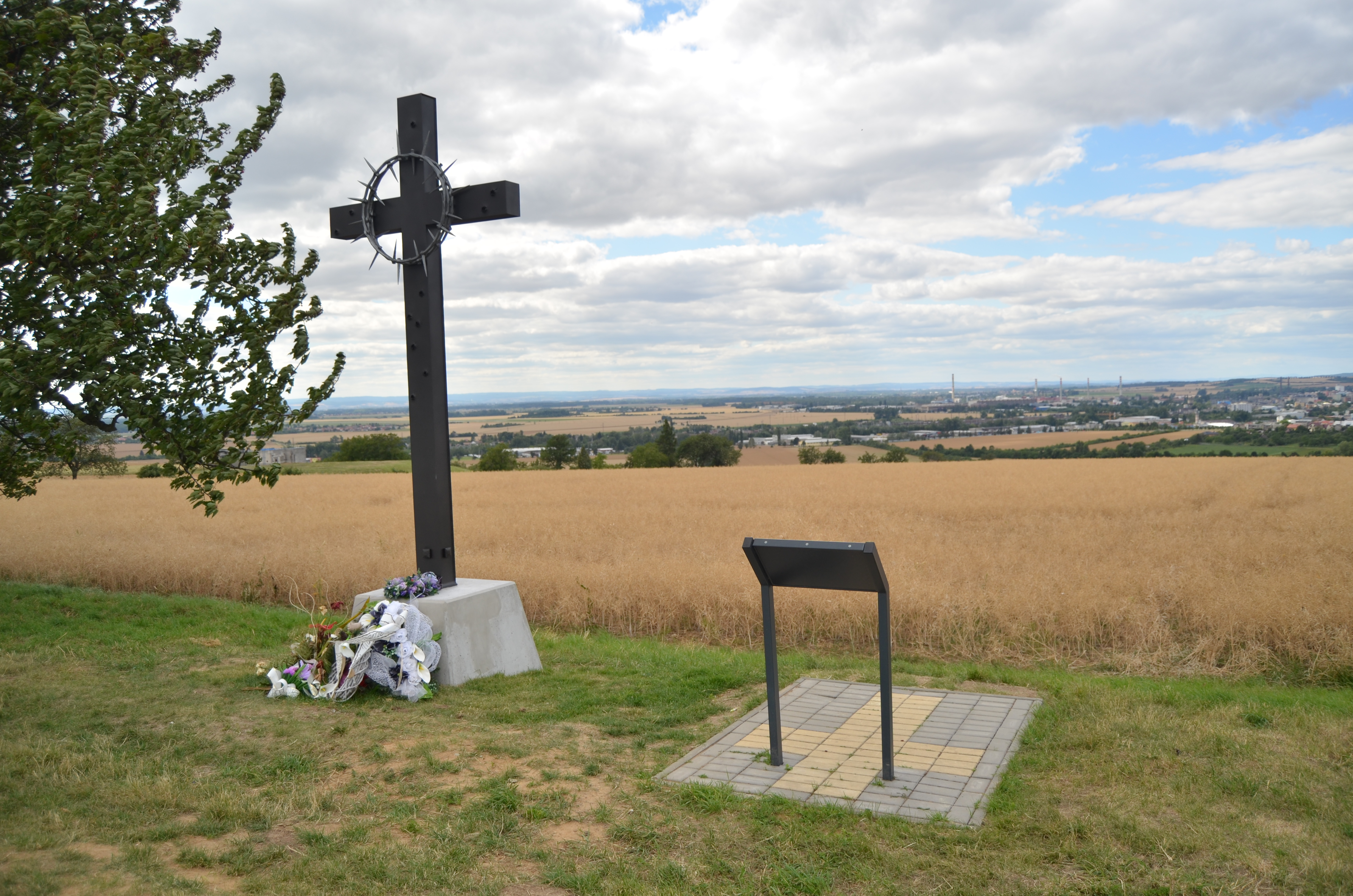
A 2018-ban épült emlékkereszt

A második világháborút követően deportált felvidéki németek és magyarok tértek haza vonattal főleg Dobsinára, Késmárkra, Jánosgyarmatra és Malompatakra. A csehszlovák hadsereg 17. gyalogezrede leszállította a vonatról a hazafelé tartó családokat, és 1945. június 19-én tömegsírba lőtték őket – 120 nőt, 71 férfit és 75 gyermeket. A katonai egység parancsnoka, Karol Pazur jelölte ki a kivégző osztagot. Sokakat élve temettek el. A tömeges kivégzést a ma is hatályos Beneš-dekrétumok szellemében hajtották végre, akárcsak nem sokkal később a pozsonyligetfalui internálótáborban elkövetett mészárlásokat. A bírósági ítélet nélkül végrehajtott tömeges kivégzéseket utóbb hadititokká nyilvánították. Az elkövetőket nem vonták felelősségre, s akadt olyan tömeggyilkos, akiből később egyetemi tanár lett. A téma egészen a rendszerváltásig tabunak számított.
Névsor és korabeli fotók a Pozsonyligetfalu Emléktábla Társaság közösségi oldalán található. 
2018. június 17-én a Svéd sáncon (nem messze Přerovtól) egy négyméteres fémkeresztet avattak fel, amelyen golyónyomok és töviskorona láthatók. A keresztet Jiří Jurda kovácsmester készítette.

## Egyéb érdekességek
A város északi részében kiterjedt archeológiai lelőhelyre bukkantak (předmostíi őskőkori temető). Nagyon értékes leleteket találtak a mamutvadászatok idejéből.
A várostól északkeletre található a Žebračka nevű természetvédelmi terület. Lipník nad Bečvou irányában található a Helfenstein középkori vára (cseh nevén Helfštýn).

## Neves személyiségek
- Jakob Gartner (1861–1921) cseh származású osztrák építész.
- Itt született 1896-ban Karel Černohorský morva muzeológus, etnográfus és régész.
- Pavel Vrba (1963–) labdarúgó, edző.
- Gideon Klein, zongorista és zeneszerző.
- Eliška Kleinová, zenetanárnő.
- Ida Ehre, színész.
- Karel Plíhal, zenész.
- Jaroslav Mazáč, költő.
- Stanislav Žalud, zenész.
- Jaroslav Wykrent, zenész, szövegíró és dalszerző.
- František Venclovský, sportoló a La Manche csatorna átúszója.
- Jan Blahoslav, a cseh nyelvtan egyik megalkotója, Comenius Ámos János elődje.
- Lubomír Dostál, grafikus és költő.

## Népesség
A település népessége az elmúlt években az alábbi módon változott:
| Lakosok száma | 7213 | 17 749 | 28 442 | 22 012 | 50 265 | 48 335 | 43 791 | 43 186 | 41 404 | 41 661 |
|               | 1869 | 1890   | 1921   | 1950   | 1980   | 2001   | 2017   | 2019   | 2022   | 2024   |

## Fordítás
- Ez a szócikk részben vagy egészben  a   Přerov című cseh Wikipédia-szócikk ezen változatának fordításán alapul.  Az eredeti cikk szerkesztőit annak laptörténete sorolja fel. Ez a jelzés csupán a megfogalmazás eredetét és a szerzői jogokat jelzi, nem szolgál a cikkben szereplő információk forrásmegjelöléseként.